# Polycitor obeliscus
Polycitor obeliscus är en sjöpungsart som beskrevs av Kott 1972. Polycitor obeliscus ingår i släktet Polycitor och familjen Polycitoridae. Inga underarter finns listade i Catalogue of Life.